# Henriette Schmidt-Burkhardt
Henriette Marie Wilhelmine Schmidt-Burkhardt (* 8. März 1926 in Nürnberg; † 21. Februar 2014) war eine deutsche Unternehmerin und Mäzenin. Sie war geschäftsführende Gesellschafterin der Firma Lebkuchen-Schmidt.

## Leben
Schmidt-Burkhardt studierte zunächst Pädagogik und wurde Grundschullehrerin. 1952 heiratete sie Rudolf Schmidt-Burkhardt, Adoptivsohn des Inhabers von Lebkuchen-Schmidt und später gemeinsam mit seinem Bruder Erbe des Unternehmens. 1983, nachdem ihr Schwager gestorben war – wie bereits drei Jahre zuvor ihr Ehemann – gab Schmidt-Burkhardt ihren Beruf als Lehrerin auf, um die Leitung von Lebkuchen-Schmidt zu übernehmen. Unter ihrer Führung konnte das Unternehmen expandieren. Bis zu ihrem Tod stand Lebkuchen-Schmidt unter der Leitung Schmidt-Burkhardts.

## Mäzenin
Da Schmidt-Burkhardt keine Nachkommen hatte, gründete sie eine Stiftung, um den Fortbestand der Firma auch nach ihrem Tod zu sichern.
Henriette Schmidt-Burkhardt gehörte zu den Initiatoren des Nürnberger Klassik Open Air, das sie von Beginn unterstützte. Von ihrer Unterstützung konnten außerdem die Hochschule für Musik Nürnberg profitieren und ebenso die Nürnberger Symphoniker – Schmidt-Burkhardt sponserte den Bau eines Konzertsaals.
Der Lehrstuhl für Lebensmittelchemie an der Friedrich-Alexander-Universität Erlangen-Nürnberg wurde von Henriette Schmidt-Burkhardt gestiftet und trägt ihren Namen. Der von der Unternehmerin ebenfalls gestiftete, mit 10.000 Euro dotierte Rudolf-Schmidt-Burkhardt-Gedächtnispreis ist der höchstdotierte Preis der Fakultät für Maschinenwesen der Technischen Universität München, der unter Berücksichtigung ethischer Aspekte jährlich für eine auch im internationalen Vergleich herausragende Dissertation vergeben wird.

## Auszeichnungen und Ehrungen
- Ehrensenatorin der Friedrich-Alexander-Universität Erlangen-Nürnberg[2]
- 2003: Bayerischer Verdienstorden
- 2004: Bürgermedaille der Stadt Nürnberg
- 2009: Bundesverdienstkreuz I. Klasse
- 2011: Ehrenmedaille der Industrie- und Handelskammer Nürnberg für Mittelfranken[3]